# Chełmno (Landgemeinde)
Die gmina wiejska Chełmno ist eine selbständige Landgemeinde in Polen im Powiat Chełmiński in der Woiwodschaft Kujawien-Pommern. Ihr Sitz befindet sich in der kreisfreien Stadt Chełmno (deutsch: Culm).

## Gemeindegliederung
Die Landgemeinde Chełmno, zu welcher die Stadt Chełmno selbst nicht gehört, hat eine Fläche von 114,05 km², auf welcher (Stand: 31. Dezember 2020) 6157 Menschen leben.
Sie besteht aus folgenden Ortschaften bzw. Schulzenämtern:
| Polnischer Name      | Deutscher Name (1815–1920)         | Deutscher Name (1939–1945)                        |
| -------------------- | ---------------------------------- | ------------------------------------------------- |
| Bieńkówka            | Bienkowko                          | 1939–1942 Bienkowko 1942–1945 Benkau              |
| Borówno              | Borowno                            | 1939–1942 Borowno 1942–1945 Kulmischborau         |
| Dolne Wymiary        | Niederausmaß                       | Niederausmaß                                      |
| Dorposz Chełmiński   | Kulmisch Dorposch                  | 1939–1942 Kulmisch Dorposch 1942–1945 Dorrenbusch |
| Górne Wymiary        | Oberausmaß                         | Oberausmaß                                        |
| Kałdus               | Kaldus                             | 1939–1942 Kaldus 1942–1945 Kalthaus               |
| Klamry               | Klammer                            | Klammer                                           |
| Kolno                | Kölln                              | Kölln                                             |
| Łęg                  | Neusaß                             | Neusaß                                            |
| Małe Łunawy          | Klein Lunau                        | Kleinlunau                                        |
| Nowa Wieś Chełmińska | Kulmisch Neudorf                   | Kulmischneudorf                                   |
| Nowe Dobra           | Neuguth 1903–1920 Neugut           | Neugut                                            |
| Osnowo               | Osnowo                             | 1939–1942 Osnowo 1942–1945 Kulmischosnau          |
| Ostrów Świecki       | Ostrower Kämpe 1873–1920 Ehrenthal | Ehrental                                          |
| Podwiesk             | Podwitz                            | Podwitz                                           |
| Różnowo              | Rosenau                            | 1939–1942 Rosenau 1942–1945 Kulmischrosenau       |
| Starogród            | Althausen                          | Althausen                                         |
| Wielkie Łunawy       | Groß Lunau                         | Großlunau                                         |

## Persönlichkeiten
- Walter Eschenbach (1883–1936, geboren in Groß Lunau) Organist und Kirchenmusiker
- Antoni Grabowski (1857–1921, geboren in Nowe Dobra) polnischer Esperanto-Aktivist.